# Садур Ніна Миколаївна
Ніна Миколаївна Садур (рос. Нина Николаевна Садур, уроджена: Ніна Миколаївна Колесникова; 15 жовтня 1950, м. Новосибірськ, РРФСР, СРСР — 12 листопада 2023, Москва, Росія) — радянська і російська письменниця, прозаїк і драматург.

## Життєпис
Народився 15 жовтня 1950 року в місті Новосибірськ, у сім'ї професійного поета та вчительки російської мови і літератури. Після закінчення школи вступила у Новосибірське відділення Московського інституту культури, одночасно працювала в бібліотеці.
Писати почала з кінця 1970-х років, друкуватися — з 1977 року. Перша її публікація відбулася в журналі «Сибірські вогні». У 1983 році закінчила Літературний інститут імені Горького. На початку своєї творчої кар'єри, щоб заробити на життя, їй довелося влаштуватися мити підлогу в Театр ім. Пушкіна.
У 1982 році написала п'єсу «Чудна баба», яка відразу принесла їй популярність в театральних колах. 1989 року випустила свій перший повноцінний збірник п'єс «Чудна баба».
1994 року вийшла перша книга прози «Відьмині слізоньки», 1999-го — збірка «Паморока». 1989-го вступила до Спілки письменників СРСР.
У 2014 році Садур була серед письменників і діячів культури, які підтримали анексію Криму. Брала участь у літературному фестивалі російської словесності рос. «Точка сборки» 2016 року в Севастополі.

## Премії, відзнаки та нагороди
- 1997 — Премія фонду «Знамя»

## Твори
- «Панночка»[4]
- «Миленький, рыженький»
- «Лунные волки»
- «Брат Чичиков»
- «Памяти Печорина»
- «Нос»
- «Доктор сада»
- «Уличенная ласточка»
- «Заря взойдет»
- «Ехай»
- «Чудная баба»
- «Мужчины его женщины»
- «Я — это ты»
- «Таксистка»
- «Ростов-папа»
- «Юг»
- «Ветер окраин»
- «Чудесные знаки спасенья»
- «Сад»
- «Заикуша»
- «Девочка ночью»
- «Немец»
- «Сила волос»
- «Фалалей»
- «Похождения Шипова»
- «Мальчик-небо»
- «Остров Несусвет»
- «Лётчик»
- «Снегири»